# Marriott-Slaterville
Marriott-Slaterville é uma cidade localizada no estado norte-americano de Utah, no Condado de Weber.

## Demografia
Segundo o censo norte-americano de 2000, a sua população era de 1425 habitantes.
Em 2006, foi estimada uma população de 1474, um aumento de 49 (3.4%).

## Geografia
De acordo com o United States Census Bureau tem uma área de
19,3 km², dos quais 18,8 km² cobertos por terra e 0,5 km² cobertos por água.

## Localidades na vizinhança
O diagrama seguinte representa as localidades num raio de 8 km ao redor de Marriott-Slaterville.